# Лабарракова вода
Лабарра́кова вода́ (фр. Eau de Labarraque; химическая формула — NaClO) — водный раствор гидроксида натрия, насыщенный хлором (содержит смесь гипохлорита натрия (NaClO) и хлорида натрия (NaCl).

## История
В 1820-е годы французский фармацевт А. Ж. Лабаррак, действуя хлором на раствор соды (Na2CO3), получил белильную жидкость, заменяющую жавелевую воду и более дешёвую в производстве. Он производил и продавал этот раствор для дезинфекции. С течением времени название «жавелевая вода» перешло на «лабарракова вода».
В настоящее время в быту имеет названия «хло́рка» или «белизна́» — впрочем, так же называют и хлорную известь.
В XIX веке использовался также её аналог, но на основе гидроксида калия.

## Получение
Действие хлора на раствор гидроксида натрия или пропускание хлора через раствор соды.
{\displaystyle {\mathsf {2NaOH+Cl_{2}\rightarrow NaCl+NaOCl+H_{2}O}}}
или
{\displaystyle {\mathsf {Na_{2}CO_{3}+Cl_{2}\rightarrow NaCl+NaOCl+CO_{2}}}}

## Механизм действия
Отбеливающие свойства раствору придаёт атомарный кислород, который образуется при самопроизвольном разложении гипохлорит-ионов:
{\displaystyle {\mathsf {ClO^{-}\rightarrow Cl^{-}+O}}}

## Применение
Первоначально лабарракову воду применяли для дезинфекции и устранения зловонного запаха на фабриках по производству кетгута. Длительное время она использовалась в качестве отбеливающего средства при производстве тканей и бумаги.